# Wicca Phase Springs Eternal
Адам Макллві (англ. Adam Mcllwee), більш відомий за псевдонімом Wicca Phase Springs Eternal - американський співак з міста Скрентон, Пенсільванія. Розпочавши свою кар'єру як учасник рок-гурту Tigers Jaw, він незабаром почав будувати сольну кар'єру у стилі хіп-хоп, емо та віч-хауз. Він був учасником таких колективів, як GothBoiClique, Thraxxhouse і Misery Club. Він також грав в інді-рок гурті Pay for Pain.

## Дитинство
Макллві виріс у Скрентоні, штат Пенсільванія. Його дідусь і бабуся по материнській лінії володіли похоронним бюро. Смерть дідуся змусила батька Адама почати відвідувати похоронну школу і почати працювати в похоронному бюро. Коли Макллві було десять років, його батько почав зловживати наркотичними речовинами, через що його часто відправляли до реабілітаційних центрів для наркозалежних, аж поки Адаму не виповнилося вісімнадцять років. Коли Макллві було дванадцять, одна з його тіток покінчила життя самогубством. З тринадцяти років він був активним користувачем Інтернету, часто проводячи час на форумах, присвячених аніме та реслінгу.

## Кар'єра

### Tigers Jaw (2005—2013)
Tigers Jaw було засновано у 2005 році Беном Волшем та Адамом Макллві під час навчання у старших класах, а Бріанна Коллінз приєдналася після кількох місяців, взявши свою назву від пісні гурту The Microphones. Учасники гурту називають Fall Out Boy і My Chemical Romance своїми початковими музичними впливами. 3 жовтня 2006 року гурт випустив свій дебютний альбом Belongs to the Dead, за яким послідував однойменний з назвою гурту альбом 10 вересня 2008 року. AbsolutePunk дали позитивну рецензію на однойменний альбом, зазначивши, що «Tigers Jaw підживлюється емоційною лірикою, яку втілює в життя вокаліст Адам Макллві, чий голос є одним з тих, що розкриває пристрасть, але в той же час створює враження, що він майже не прикладає зусиль. Відкриваючий трек The Sun є одним з кращих на альбомі, демонструючи добре організоване поєднання двох особистостей Tigers Jaw». Punknews.org у своїй рецензії на альбом вважає, що треки Plane vs. Tank vs. Submarine і Chemicals особливо виділяються «потужною гітарною роботою у вигляді пронизливих соло, що викликають мурашки по шкірі. Сильні вокальні гармонії і пружна гітарна робота підносять I Saw Water і Heat до висот, яких іншим групам було б важко досягти». Третій альбом Two Worlds був випущений 23 листопада 2010 року. У листопаді 2012 року гурт виступив на розігріві у Title Fight під час їхнього хедлайнерського туру по США. У 2013 році Макллві покинув гурт, щоб зайнятися сольною кар'єрою. Він, разом із двома іншими учасниками, допоміг закінчити четвертий альбом гурту Charmer перед тим, як піти.

### GothBoiClique (з 2012 року)
GothBoiClique було створено у 2012 році, коли Макллві спробував зібрати спільноту через Tumblr з наміром сформувати колектив музикантів, які могли б співпрацювати і продюсувати один для одного, а також встановити зв'язок між емо, трепом, дарквейвом, блек-металом та інді-рок сценами. Перший склад гурту складався з Wicca Phase, Cold Hart і Horse Head, які отримали свою назву від біту під назвою «Gothboiclique», який створив Cold Hart, і коли Макллві прочитав цю назву, він жартома написав у Твіттері: «RT, якщо ти goth boi clique». Протягом наступних двох років учасники гурту продовжували працювати здебільшого незалежно, незважаючи на те, що продовжували набирати нових членів. У 2014 році учасники зустрілися вживу, і невдовзі GBC стали підгрупою новоствореного хіп-хоп колективу Thraxxhouse, що призвело до того, що Lil Tracy (тоді відомий як Yung Bruh) приєднався до Thraxxhouse наприкінці 2014 року і швидко став фаном GBC. В інтерв'ю Pitchfork 2018 року він заявив, що у нього була поношена футболка GBC, яку він носив «кожен день, в ліжку, зранку, всюди». Незабаром він попросив Horse Head запитати Wicca Phase, чи може він приєднатися, і той дозволив, сказавши: «Ну, він достатньо проходив із цією футболкою!».
У 2015 році Thraxxhouse розпався, проте GBC продовжили свою діяльність. Колектив випустив свій дебютний збірник Yeah it's True 25 червня 2016 року. 25 вересня 2016 року було оголошено, що Lil Peep офіційно приєднався до гурту невдовзі після виходу свого релізу Hellboy. 15 листопада 2017 року його було знайдено мертвим у своєму гастрольному автобусі, коли його менеджер пішов перевірити його в рамках підготовки до виступу в Тусоні, штат Аризона. У 2018 році Wicca Phase і партнери GBC Lil Zubin, Jon Simmons, Nedarb, Fantasy Camp і Foxwedding утворили Misery Club, підгрупу GBC. У червні 2019 року GBC стали хедлайнерами сольного європейського туру. 28 червня 2019 року вони випустили сингл Tiramisu, після чого вирушили в турне Північною Америкою.

### Wicca Phase Springs Eternal (з 2013 року)
Ще будучи учасником Tigers Jaw, Макллві писав електронну музику, яка згодом була випущена під псевдонімом Wicca Phase Springs Eternal. Після відходу з гурту він почав оголошувати про свої наміри щодо нового проєкту через Tumblr і Twitter. Його першим сольним релізом стала пісня Bite My Ear з клавішницею Tigers Jaw Бріанною Коллінз. 30 вересня 2014 року він випустив мініальбом Passionate Yet. 22 травня 2015 року вийшов альбом Abercrombie & Me. 26 лютого 2016 року вийшов альбом Secret Boy. У 2016 році він взяв участь у мікстейпі Lil Peep під назвою Crybaby. 28 лютого 2017 року він випустив акустичний мініальбом Stop Torturing Me. 16 березня 2018 року він випустив п'ятитрековий мініальбом Corinthiax. 22 і 23 червня він був на розігріві у Code Orange в їхньому турі The New Reality. 23 листопада 2018 року він випустив мініальбом Spider Web. 12 лютого 2019 року він випустив свій другий альбом Suffer On на лейблі Run for Cover Records. 21 жовтня він випустив сингл Hardcore, спродюсований Darcy Baylis, пісня стала відходом від звучання, яке визначало Suffer On, The Fader заявили, що «це набагато сильніший трек, ніж все, що Макллві випускав як Wicca Phase». З 2 по 11 листопада він гастролював Європою разом з Lil Zubin. З 6 по 12 грудня він гастролював у США разом із Glitterer, Anxious та Creeks. 31 липня 2020 року він випустив п'ятитрековий мініальбом This Moment I Miss EP, до якого увійшла раніше випущена пісня Hardcore. 10 лютого 2021 року він випустив делюкс-версію Suffer On, яка включала акустичне виконання кожної пісні з альбому. Він випустив свій новий альбом Full Moon Mystery Garden 4 листопада 2022 року, який був спродюсований Garden Avenue.

### Thraxxhouse (2014—2015)
Thraxxhouse був хіп-хоп колективом, створеним у 2014 році як відгалуження флоридського колективу Raider Klan у Сіетлі. Його заснували репери Mackned і Key Nyata, які взяли назву від мікстейпу Lil B 2009 року I'm Thraxx і жанру witch house. Незабаром вони оселилися в спільному будинку в Бойл-Гайтс, Лос-Анджелес. 2 вересня 2015 року вони виступили як гурт у клубі the Crocodile в Сіетлі. До складу колективу також входили Horse Head, Lil Tracy, Cold Hart, Nedarb, AJ Suede, Fish Narc і SneakGuapo. У середині 2015 року засновник Key Nyata покинув групу, а до кінця року група розпалася через зростаючі проблеми з адмініструванням великої кількості учасників.

### Інші проєкти
Приблизно у 2011 році Макллві недовго грав у скрентонському хардкор-панк-гурті Bad Seed.
У 2017 році Макллві та Джон Сіммонс створили гурт Coward. Того ж року вони випустили єдиний альбом.
У квітні 2018 року Макллві, Lil Zubin, Jon Simmons, Nedarb, Fantasy Camp і Foxwedding створили Misery Club. Вони є підгрупою GothBoiClique і описують себе як «емо-бой-бенд». Видання класифікують їх як виконавців альтернативного хіп-хопу та емо-репу. 21 червня 2018 року Misery Club випустили свій дебютний міні-альбом Club Misery, за яким 12 квітня 2019 року вийшов альбом Lost Inside the Night.
У 2020 році Макллві створив інді-рок-гурт Pay for Pain, до складу якого увійшли колишні музиканти Tigers Jaw Денніс Мішко та Пет Брайер. Їхній дебютний однойменний мініальбом вийшов 5 червня 2020 року на лейблі Dark Medicine Records.
У 2021 році він взяв участь у треку God's Country Етель Кейн, який увійшов до її міні-альбому Inbred.

## Музичний стиль та вплив
Він посилається на вплив таких виконавців, як The Streets, Das Racist, Twin Shadow, Blink-182, Gucci Mane, Salem, Ferrari Boyz, Нік Кейв, Леонард Коен і Філ Елверум.
Chicago Reader писали, що його музика «поєднує в собі емо, треп біти і окультизм», а DIY стверджували, що його музика «змішує темні, акустичні гітарні партії з фірмовими 808-ми, створюючи чарівний, по-справжньому сучасний гібрид, який відмовляється від упереджень, жанрових меж і мистецьких обмежень».
Як сольна музика Макллві, так і робота з GothBoiClique мали величезний вплив на реп-сцену SoundCloud, а NME назвали його «лідером готичного переосмислення репу». На його музику вказували як приклад впливу такі музиканти, як Lil Lotus, Cold Hart, Lil Peep та Lil Tracy.

## Дискографія

### Студійні альбоми
- 2013 — #HELLVERSION
- 2015 — Abercrombie & Me
- 2016 — Secret Boy
- 2019 — Suffer On
- 2022 — Full Moon Mystery Garden
- 2023 — Wicca Phase Springs Eternal

### Мініальбоми
- 2014 — Missing Child
- 2014 — Outside Yr Window
- 2014 — Passionate Yet
- 2017 — Stop Torturing Me
- 2018 — Corinthiax
- 2018 — Spider Web
- 2020 — The Moment I Miss

### Колабораційні роботи
- 2013 — #FEB13 (з Fantasy Camp)
- 2020 — Ultraclub4k (з døves)
- 2021 — Surrender (з Zubin і Parv0)
- 2021 — Virtual Love Letters (з Smrtdeath і Fantasy Camp)
- 2021 — Wicca Phase Springs Eternal / Pillars of Ivory (Split) (з Pillars of Ivory)

### З Tigers Jaw
- 2006 — Belongs to the Dead
- 2008 — Tigers Jaw
- 2010 — Two Worlds
- 2014 — Charmer

### З GothBoiClique
- 2016 — Yeah it's True

### З Coward
- 2017 — Coward.

### З Misery Club
- 2018 — Club Misery
- 2019 — Lost Inside the Night

- 2020 — Pay for Pain